# Plataforma EVA
La Plataforma de Entornos Virtuales de Aprendizaje, más conocida como EVA, es una plataforma educativa de Uruguay que nace en el 2008 a través del Proyecto de Generalización del uso educativo de las TIC de la Universidad de la República, con el objetivos de expandir los beneficios de una formación avanzada y para toda la vida, a todos los interesados en hacerlo, independientemente de su género, su condición social, su inserción laboral o su lugar de radicación
Su denominación,  hace referencia al uso educativo de una serie de aplicaciones accesibles a través de Internet, integradas a través de una red federada de servidores distribuidos en los servicios universitarios, desarrollada sobre Moodle.

## Concepto
Un entorno virtual de aprendizaje es un espacio educativo que se encuentra en la web y está formado por un conjunto de herramientas digitales que permiten la interacción didáctica. Estos entornos muestran una dimensión tecnológica y una dimensión educativa que se corresponden y favorecen entre sí. (Salinas, 2011)
Un uso principal de los entornos virtuales de aprendizaje es el de compartir documentación, crear un lugar donde poner a disposición de nuestro alumnado documentos, videos, blogs y todo aquello que les sea útil para su aprendizaje sin necesidad de interaccionar físicamente. Si vamos un paso más allá, este tipo de plataformas también sirven para la entrega de trabajos, hacer exámenes en línea, calificar el trabajo de nuestros alumnos/as, darles avisos sobre temas importantes... En otras palabras, para desarrollar la docencia de manera telemática.

## Características
Las nuevas plataformas que ofrece la enseñanza e-learning o formación online  han cambiado de forma drástica el modo de enseñar y aprender. Mientras la educación tradicional se configura como un método en el que el alumno no es el creador de su propio conocimiento y en el que los materiales y recursos quedan obsoletos en un corto periodo de tiempo, la formación online cuenta con entornos virtuales de aprendizaje que cumplen unas características muy concretas y que se diferencian claramente con la anterior comentada:
- Fácil acceso: Se eliminan barreras de espacio y tiempo consiguiendo que la formación llegue a más personas.
- Flexibilidad: La formación se adapta a las capacidades y necesidades del alumno (conocimientos previos, disponibilidad horaria, nivel de formación...).
- Seguimiento personalizado: El profesor/tutor puede obtener un seguimiento detallado del alumnado, observando sus puntos fuertes y sus carencias.
- Interactividad: Las plataformas virtuales de aprendizaje posibilitan la interacción entre profesor y alumno o incluso, entre alumno y alumno, ofreciendo así un sistema de feedback que motive el aprendizaje.
- Actualización: Los materiales y los recursos didácticos se pueden mantener constantemente actualizados, ofreciendo una educación de calidad.

## Creación
A partir de 2011 se crea el Programa de Entornos Virtuales de Aprendizaje de la Universidad de la República (ProEVA ), coordinado por el Departamento de Apoyo Técnico Académico, perteneciente a la Comisión Sectorial de Enseñanza. 
En 2014 se incorporan además múltiples plataformas y servicios educativos desarrollados con software libre, denominado +EVA, que integran a las comunidades e individuos para la creación, uso y reutilización de contenidos digitales abiertos; publicados bajo licencias libres y abiertas en el marco de prácticas educativas abiertas.

## Historia

### 2000 – Antecedentes
- Experiencias aisladas en la integración de TIC en la UDELAR
- Falta de investigación en el tema
- Iniciativas fragmentadas y desconectadas
- Creciente demanda

### 2005 – “Uso educativo de las TIC en la enseñanza de grado”
En el marco del Plan Estratégico de Desarrollo de la Universidad de la República (PLEDUR) se crea el subproyecto:
«Uso educativo de las TIC en la enseñanza de grado» dependiente del Programa Mejora de la Enseñanza de Grado.
Objetivo: impulsar acciones de mejora de la calidad de la enseñanza de grado. Ello supone el logro de  mejores condiciones materiales que faciliten el acceso a las fuentes relevantes del conocimiento, independientemente del lugar de radicación o la condición social de los estudiantes.

### 2008 – Proyecto “Generalización del uso educativo de las TIC en la Universidad de la República” (Proyecto TICUR)
Objetivos: expandir los beneficios de una formación avanzada y para toda la vida, a todos los interesados en hacerlo, independientemente de su género, su condición social, su inserción laboral o su lugar de radicación.
Acciones llevadas a cabo en el marco del proyecto:
- Creación del Departamento de Apoyo Técnico Académico[6] (DATA)
- Articulación y coordinación / Investigación / Asesoramiento / Formación Desarrollo del Entorno Virtual de Aprendizaje (EVA) de la Universidad de la República
- Implementación a nivel central de la Universidad del entorno Moodle
- Formación Docente: Programa de formación de formadores en Tecnologías de la Información y Comunicación
- Ontes: Observatorio de Nuevas Tecnologías en Educación Superior

### 2009 – Redes de actores
- Grupo de Trabajo Red EVA, integrado por actores implicados en la gestión de los sistemas de los EVA de los diferentes Servicios universitarios

- Grupo de Trabajo Articuladores, docentes con cargos en los Servicios universitarios, seleccionados por los decanatos, a los que se les aportan extensiones horarias con el objetivo de que se desempeñen como nexos entre el DATA y los grupos de docentes del Servicio que se encuentran desarrollando procesos de integración de TIC a sus acciones educativas

- Red Propuestas Educativas Semipresenciales, tiene el objetivo de brindar asesoramiento técnico y académico a través de procesos de formación en la acción, favoreciendo la coordinación entre los equipos docentes vinculados a los proyectos que involucran la integración de TIC a la enseñanza de grado, tendiendo a la conformación de una red de docentes innovadores.

### 2010 – Consolidación y Evaluación de resultados
- Finalización del Proyecto TICUR
- Evaluación externa e interna
- Consolidación de:
  - Redacción del “Programa de Desarrollo de Entornos Virtuales de Aprendizaje” y metas 2010-2015
  - infraestructura central de recursos humanos y materiales para apoyo, asesoría en el uso educativo de TIC
  - masa crítica y receptiva al uso educativo de TIC
  - redes, grupos de trabajo y una comunidad de docentes formados en el uso educativo de TIC
  - condiciones de sostenibilidad en los servicios y centros universitarios

### 2011 – Programa de Entornos Virtuales de Aprendizaje de la Universidad de la República (ProEVA )
Se crea el Programa de Entornos Virtuales de Aprendizaje de la Universidad de la República (ProEVA ), coordinado por el Departamento de Apoyo Técnico Académico, perteneciente a la Comisión Sectorial de Enseñanza. Sus principales objetivos son:
- Promover la generalización del uso de Entornos Virtuales de Aprendizaje en la Universidad de la República como apoyo a la expansión de la enseñanza activa en todo el territorio nacional
- Efectos a corto, mediano y largo plazo de las acciones encaminadas por este programa serán la contribución a la satisfacción de la creciente demanda de educación superior, a la mejora en la calidad de la enseñanza, a la disminución de la brecha digital y geográfica y a la integración de funciones universitarias

### 2012 – Impactos institucionales

#### Generalización[7]
- 84000 usuarios
- 2000 cursos semipresenciales activos

#### Uso estudiantil[7]
- 68% tiene usuario (69000)
- tipos de usos: 94,9 % descargar material, 87% ver novedades, 60% comunicarse con docentes, 48% realizar pruebas y exámenes, 28,8% trabajar en equipo

#### Uso docente
- Apoyo a la enseñanza presencial / estrategias semipresenciales
- 75% Docentes utilizan EVA para actividades de Enseñanza
- Docentes utilizan el EVA para apoyar el dictado de entre 1 (39%) y 2 cursos (25%)
- Tipos de Usos: 43% repositorio + foros/actividades,  39% repositorio

#### Formación docente
- 1631 horas de formación docente semipresencial
- 1486 docentes participantes

### 2013 “Uso mejor y más abierto del EVA”
- Felicitación del Consejo Directivo Central (CDC) de la UDELAR: "a)Tomar conocimiento del informe de actuación a noviembre de 2012 presentado por el Programa de Entornos Virtuales de Aprendizaje (PROEVA), destacando que el mismo demuestra que se ha logrado generalizar el uso de entornos virtuales de aprendizaje en la Universidad de la República y expresando la felicitación de este Consejo al equipo coordinador por la labor desarrollada. b) Encomendar al Pro Rector de Enseñanza que, teniendo en cuenta lo expresado en Sala, eleve propuestas que permitan hacer un uso mejor y más abierto de los recursos con que cuentan los entornos virtuales de aprendizaje de nuestra Universidad"[8]

- A raíz de este pedido del CDC, el Departamento de Apoyo Técnico Académico (DATA), comenzó trabajar con la generación de un Ecosistema de Aprendizaje para la Educación UDELAR, a través de un modelo sustentable de Educación Abierta en el ámbito de la Educación Superior, basado en:

- el uso de Recursos Educativos Abiertos (REA);
- el desarrollo de Prácticas Educativas Abiertas (PEA);
- su disponibilización a partir del uso de Software Libre;
- su publicación bajo Licencias Libres y Abiertas.

## Organización de la Plataforma EVA
La Plataforma EVA está organizada por áreas de conocimiento:
1. Tecnologías y Ciencias de la Naturaleza y el Hábitat
2. Ciencias de la Salud
3. Ciencias Sociales, filosofía y Artística
4. Interior
5. Espacio Interdisciplinario
6. Funciones Universitarias, Programas Centrales e Interdisciplinarios

Las diferentes áreas permiten el acceso diferentes categorías desde las cuales se puede acceder a los cursos de las facultades. Las categorías son:
- Tecnologías y Ciencias de la Naturaleza y el Hábitat

1. Facultad de Agronomía
2. Facultad de Arquitectura Diseño y Urbanismo
3. Facultad de Ciencias
4. Facultad de Ingeniería
5. Facultad de Química
6. Facultad de Veterinaria
7. Portal de Actualización Educativa PEDECIBA
8. Apoyo al Aprendizaje de las Matemáticas

- Ciencias de la Salud

1. Educación Física
2. Escuela de Nutrición
3. Facultad de Enfermería
4. Facultad de Medicina
5. Facultad de Odontología
6. Facultad de Psicología
7. Formación Didáctica del Área Salud

- Ciencias Sociales y Artística

1. Escuela Universitaria de Música
2. Facultad de Ciencias Económicas y de Administración
3. Facultad de Ciencias Sociales
4. Facultad de Derecho
5. Facultad de Humanidades y Ciencias de la Educación
6. Facultad de Información y Comunicación
7. Formación pedagógico didáctica de docentes del Área Social y Artística
8. Instituto Escuela Nacional de Bellas Artes

- Interior

1. Comisión Coordinadora del Interior: Informática
2. Centro Universitario Regional Litoral Norte
3. Centro Universitario Regional del Este (CURE)
4. Regional Noreste

- Espacio Interdisciplinario
- Funciones Universitarias, Programas Centrales e Interdisciplinarios
  1. Enseñanza
  2. Extensión
  3. Investigación
  4. Gestión
  5. Institucional
  6. Espacio Interdisciplinario
  7. Programa Integral Metropolitano - PIM
  8. APEX
  9. PROBIDES
  10. Servicio Central del Bienestar Universitario[9]

## Organización y funcionalidades de los cursos
Los cursos en general son estructurados por temas. Cada tema incluye diversos contenidos. Los docentes pueden mostrar todos los temas y contenidos de los mismos desde el inicio del curso o pueden hacerlo visible según el cronograma de clases.
La plataforma EVA incluye un conjunto de funcionalidades que pueden ser utilizadas por los estudiantes y los docentes que facilitan la comunicación, las mismas son: chat, correo electrónico, foros, preguntas frecuentes, noticias, wikis y glosarios.
También cuenta con herramientas que facilitan la evaluación del trabajo de los estudiantes como tareas, cuestionarios, actividades, calificaciones, exámenes y encuestas.

## Ventajas e inconvenientes
La principal ventaja que podemos destacar es que éstas las plataformas las dirigen tanto profesores como estudiantes. Los agentes principales de este procedimiento tienen a su disposición un gran número de herramientas y recursos educativos que pueden utilizar, elegir, unir de la manera más cómoda y beneficiosa en el proceso de E-A.
Se pueden destacar múltiples ventajas como:
- Crea motivación entre los estudiantes.
- Fomenta la responsabilidad del propio estudiante.
- Construye conocimiento.
- Advierte de las erratas ortográficas y de conceptos.
- Permite a la vez que modera intercambio de opiniones.
- Enlaza contextos culturales, sociales y de aprendizaje.

Los inconvenientes más considerables se pueden resumir en los siguientes:
- Muchas de las plataformas EVA se utilizan en otros idiomas por lo que supone una dificultad para aquellos alumnos que no tengan adquirido otro idioma.

- Los estudiantes dedican gran parte de su jornada escolar para aprender a dominar la plataforma.

- Algunas de ellas son muy complicadas por la variedad de herramientas que disponen y los docentes tienen que dedicar tiempo extra para poder aplicar todas las funcionalidades.

## Aportes a la educación
Siguiendo a Diogo Romero, podemos afirmar que los entornos virtuales de aprendizaje y su plataforma, tanto siendo docente como discente, ayudan a desarrollar la competencia digital a la par que favorece la inclusión de las tecnologías de la información y la comunicación en el ámbito de la educación. Esto hace que las clases semi-presenciales sean cada vez más dinámicas y estimulantes.
Las ventajas del uso de plataformas EVA para los docentes son infinitas, ya que hacen posible que se den diferentes tipos de aprendizajes, desde el cooperativo al aprendizaje por proyectos. Además, al poder difundir información a un gran número de personas a la vez, se convierten en un soporte imprescindible para desarrollar prácticas pedagógicas multidisciplinaria, con la facilidad de poder compartir, actualizar, almacenar, recuperar o distribuir información de manera instantánea.
Desde el punto de vista del alumnado, la mayor ventaja del uso de esta plataforma reside en el hecho de que les proporciona un fácil acceso a la información, teniendo libertad para estudiar a su propio ritmo y con independencia del lugar en el que se encuentren.